# Pianoforte (documentário)
Pianoforte é um documentário polonês de 2023, dirigido por Jakub Piątek, que acompanha jovens pianistas de todo o mundo participando do Concurso Chopin, um dos mais prestigiados concursos de música clássica, realizado a cada cinco anos em Varsóvia.  O filme recebeu reconhecimento da Academia Polonesa de Cinema, que o homenageou com o prêmio de Melhor Documentário, além de ser o primeiro documentário polonês a receber um Emmy Internacional.

## Sinopse
Um documentário que mostra os bastidores do Concurso Internacional de Piano Chopin, uma das competições mais prestigiadas da música clássica.

## Recepção
A revista Screen International, em sua crítica sobre o documentário, escreveu: "O filme segue de perto vários competidores, mostrando suas personalidades e histórias de amadurecimento, além da pressão e do escrutínio que enfrentam (...) Piątek equilibra habilmente o foco na música com as narrativas pessoais dos pianistas, enquanto explora a tensão, as inseguranças e os sonhos dos jovens músicos, destacando também a importância do concurso em suas carreiras. O filme se destaca por seu ritmo envolvente, escolhas de edição inteligentes e a maneira como mistura momentos de vulnerabilidade com a grandiosidade da música, tornando-o acessível a um público além dos fãs de música clássica".
No agregador de críticas Rotten Tomatoes, o filme detém um índice de 81% de aprovação, com base em 26 reviews, e uma nota média de 7,6 de 10.

## Prêmios e indicações
| Ano  | Prêmio                        | Categoria                 | Indicado   | Resultado |
| 2024 | 52º International Emmy Awards | Melhor Programa Artístico | Pianoforte | Venceu    |